# 扇唇羊耳蒜
扇唇羊耳蒜（学名：Liparis stricklandiana）为兰科羊耳蒜属下的一个种。

## 扩展阅读
- 維基物種上的相關：扇唇羊耳蒜